# Hannesried
Hannesried ist ein Gemeindeteil der Gemeinde Tiefenbach im Oberpfälzer Landkreis Cham in Bayern.

## Geographische Lage
Die etwa 50 Häuser des Dorfes Hannesried liegen südwestlich von Schönau unterhalb von Kagern am Fuß des 788 m hohen Buchsberges nahe der Staatsstraße 2154. Zu Hannesried gehört der Weiler Hannesried Trath, westlich von Hannesried.

## Geschichte
Die Ortschaft Hannesried bestand bereits vor 1270. Sie gehörte zum Amt Schneeberg, dessen Mittelpunkt die Burg Altenschneeberg war. In den Jahren von 1270 bis 1803 wechselte das Dorf häufig den Besitzer, war zeitweise böhmisches Lehen und gelangte 1805 durch den Vertrag von Preßburg wieder zu Bayern. 1803 wurde Hannesried an den königlich bayerischen Generalleutnant Carl Wilhelm Graf von Eckart auf Leonberg verkauft, dessen Tochter Katharina Eugenie den französischen General Graf Du Moulin heiratete. Seither ist Hannesried Teil der Herrschaft der Grafen Du Moulin-Eckart, deren Nachkommen heute (2012) das Schloss Winklarn bewohnen.

## Kultur und Sehenswürdigkeiten
In Hannesried steht eine Kapelle aus dem 18. Jahrhundert, ein traufständiger Saalbau mit Satteldach, eingezogenem Chor und Fassadenturm mit Zwiebelhaube. Sie wurde 1957/58 in eine Kriegergedächtnis-Kapelle umgebaut. Außerdem hat Hannesried eine 1956 erbaute Kirche. Diese ist Ausgangspunkt einer jährlich an Christi Himmelfahrt stattfindenden Prozession, die sich vom südlichen Dorfausgang zunächst nach Westen, dann nach Nordwesten die Hänge des Buchsberges hinauf zur etwa 3 km entfernten Schönbrunnen-Quelle bewegt. Der Prozessionsweg ist mit 15 Rosenkranzbildstöcken geschmückt, die 1987 erbaut wurden. Am Schönbrunnen steht eine 1746 erbaute Kapelle, ein giebelständiger und gewölbter Satteldachbau mit Quellfassung an der Altarseite. An dieser Kapelle wird ein Gottesdienst unter freiem Himmel gehalten.
Am 14. Juli 1956 ereignete sich in Weiding und Umgebung ein starkes Unwetter mit Überschwemmungen, die viele Häuser, Scheunen und Brücken zerstörten und auch Todesopfer forderten. Seit dieser Zeit wird jedes Jahr am 14. Juli ein Bittgang von Weiding nach Schönbrunnen abgehalten, bei dem um gutes Wetter und gute Ernte gebetet wird.

## Bilder

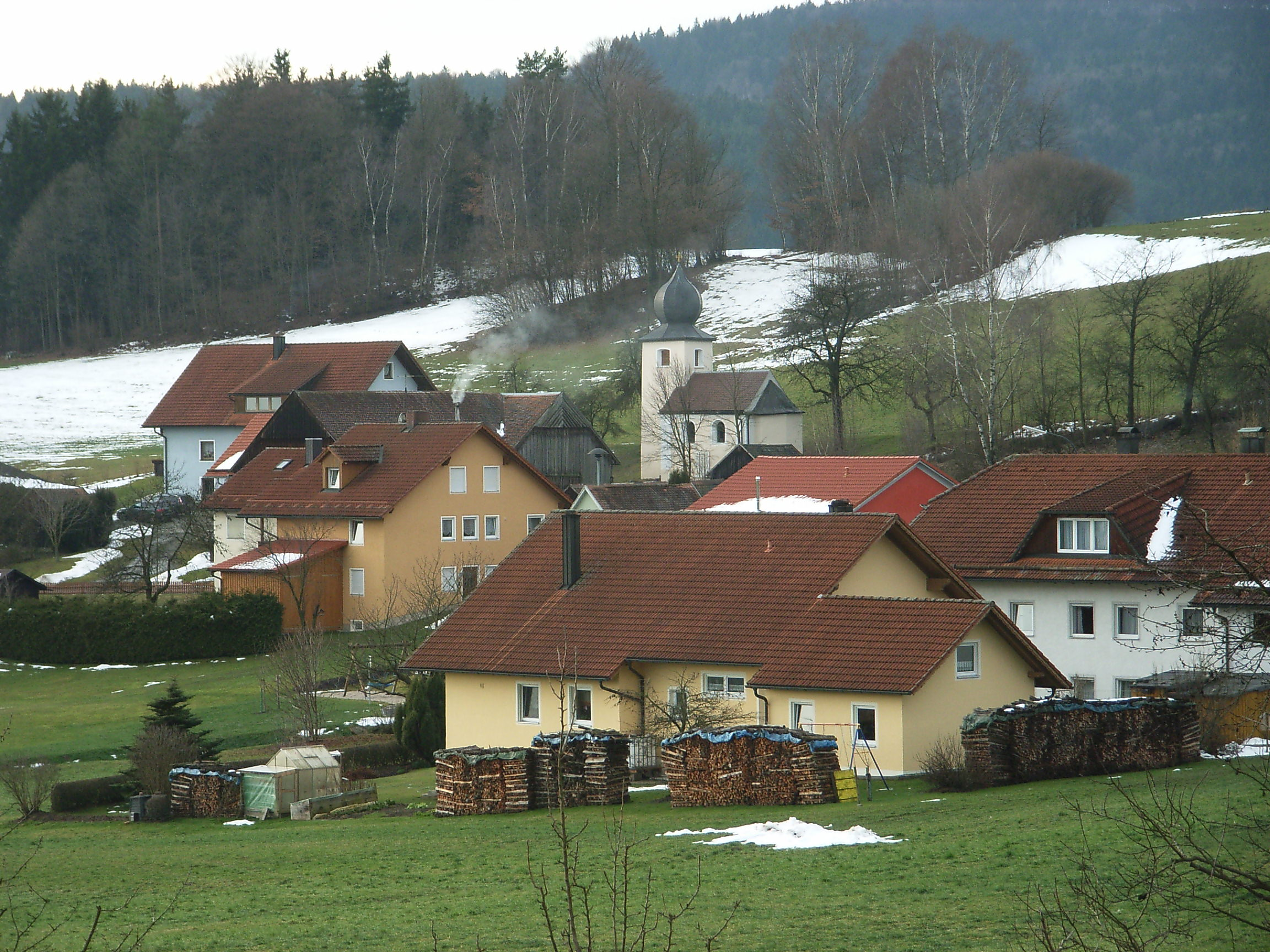
Hannesried (2012)
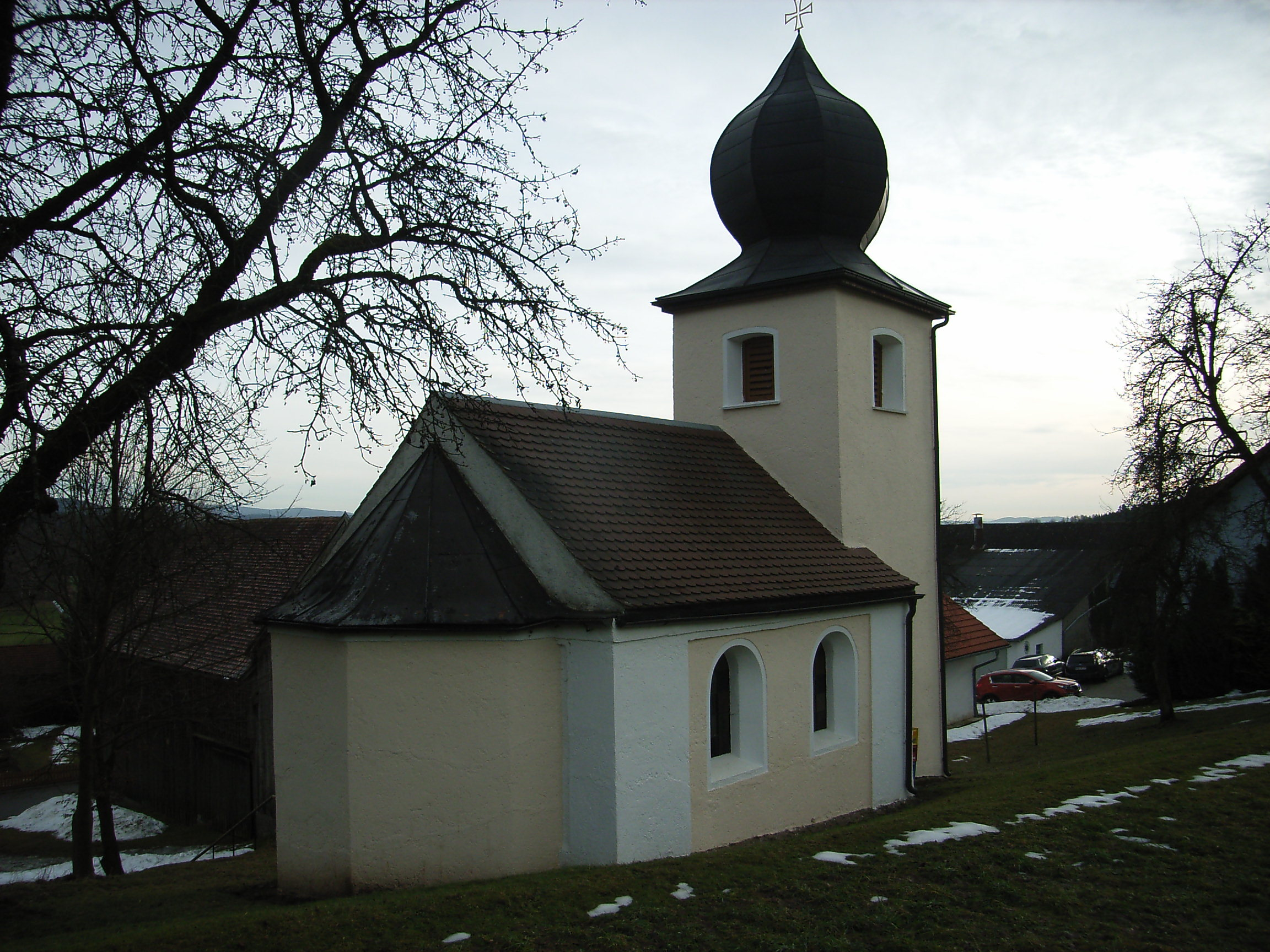
Kapelle in Hannesried
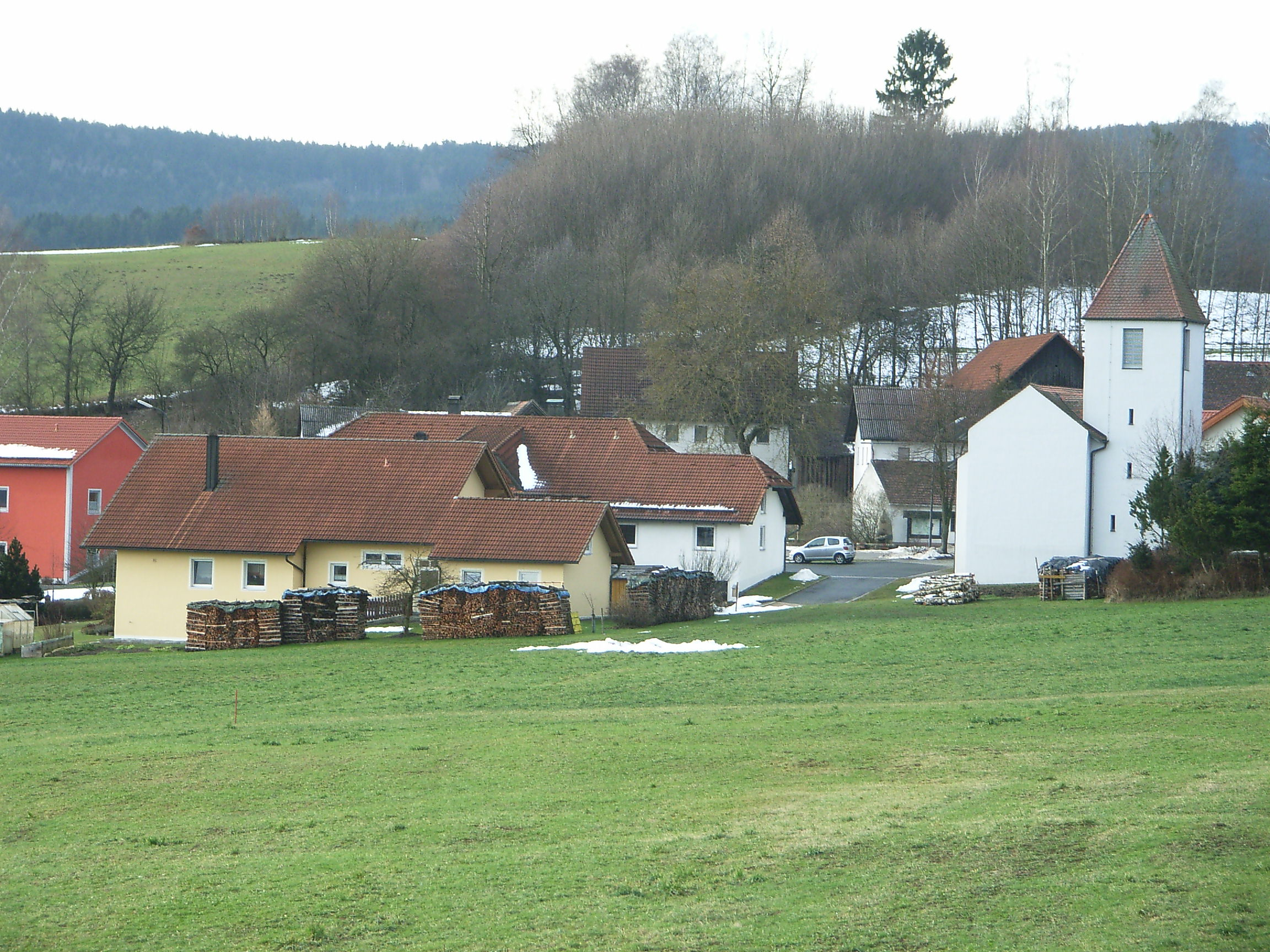
Kirche in Hannesried
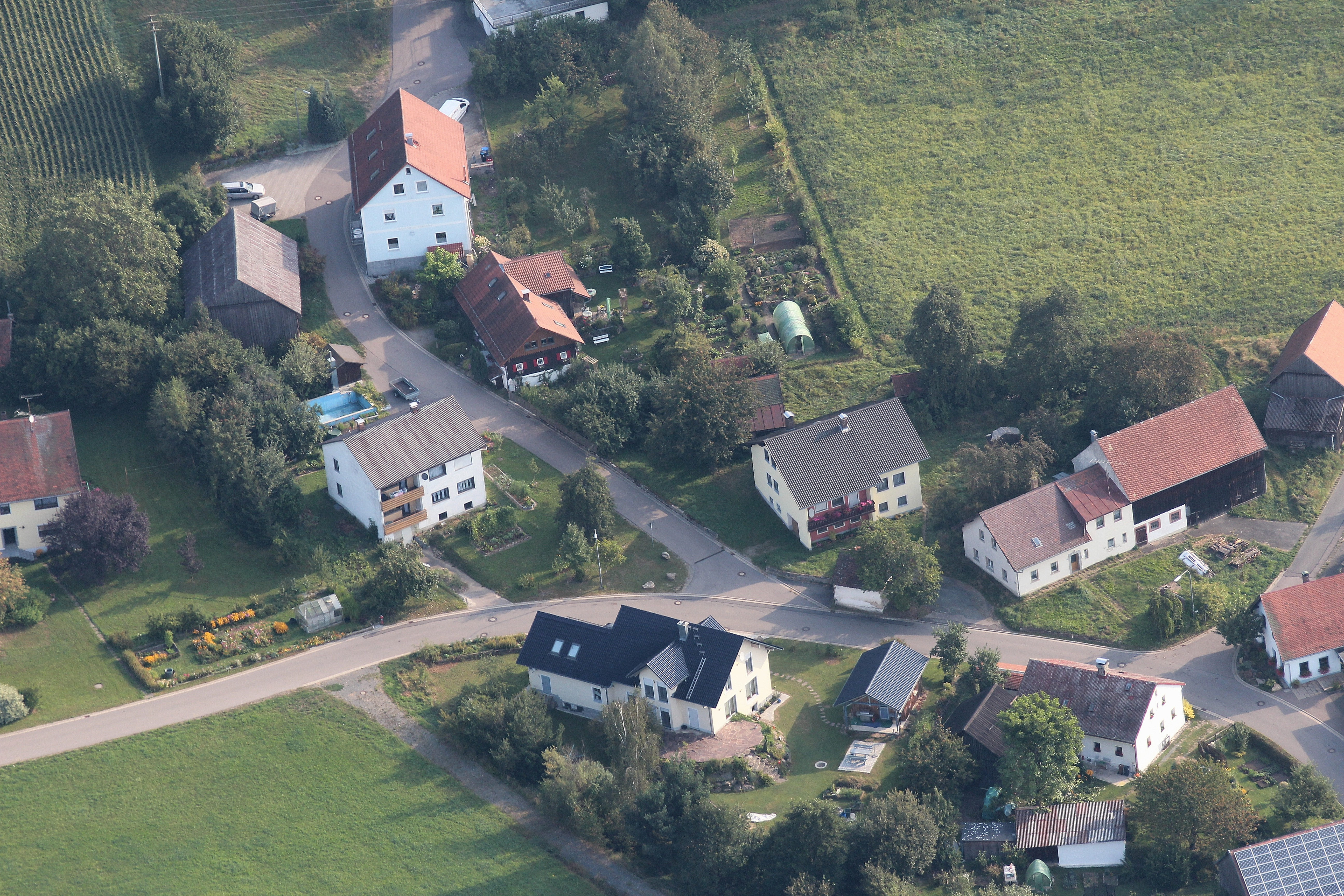
Hannesried (2016)